# Cordon ombilical
Pour les articles homonymes, voir Cordon.
 (janvier 2023).

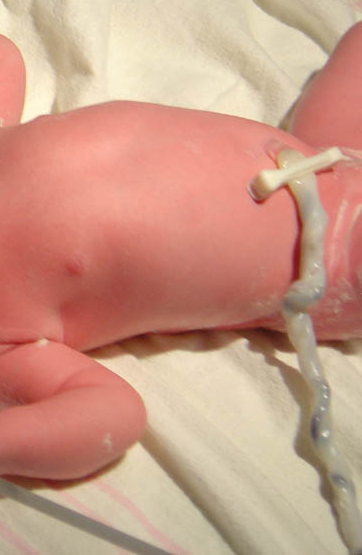
Cordon ombilical d'un nouveau-né.

Chez les mammifères placentaires, le cordon ombilical est l'organe qui joint le fœtus ou l'embryon à son placenta. C'est dans ce cordon que circulent les vaisseaux sanguins (deux artères et une veine) qui alimentent l'embryon puis le fœtus pendant la grossesse. Nutriments et oxygène essentiels à la survie du bébé sont ainsi transmis.
Chez les humains, le cordon ombilical atteint à terme environ cinquante centimètres de long et deux centimètres de diamètre.

## Anatomie
Le développement considérable de la cavité amniotique et du tube neural entraîne la formation du cordon ombilical pendant la quatrième semaine.
Ce cordon contient le canal vitellin, l'allantoïde et les vaisseaux de pédicule embryonnaire ainsi que le mésenchyme extraembryonnaire.
Au cours de la quatrième semaine, le cordon ombilical s'individualise à la suite de la délimitation et se trouve sur la face ventrale de l'embryon.
À la fin de la quatrième semaine, le cordon est entouré par l'amnios et formé de :
- l'allantoïde avec ses vaisseaux (deux artères et deux veines) ;
- le mésenchyme extra-embryonnaire ;
- le canal vitellin ;
- les vaisseaux vitellins (deux artères et deux veines).

À partir du troisième mois, le canal vitellin, l'allantoïde, les vaisseaux vitellins et la veine allantoïde droite régressent. Il reste : les deux artères allantoïdes et la veine allantoïde gauche.
À terme le cordon est entouré en périphérie par un tissu conjonctif muqueux appelé gelée de Warthon et il contient les vaisseaux allantoïdes appelés artères ombilicales (anciennes artères allantoïdes) et une veine ombilicale (ancienne veine allantoïde gauche).

## Aspect médical

### Section du cordon

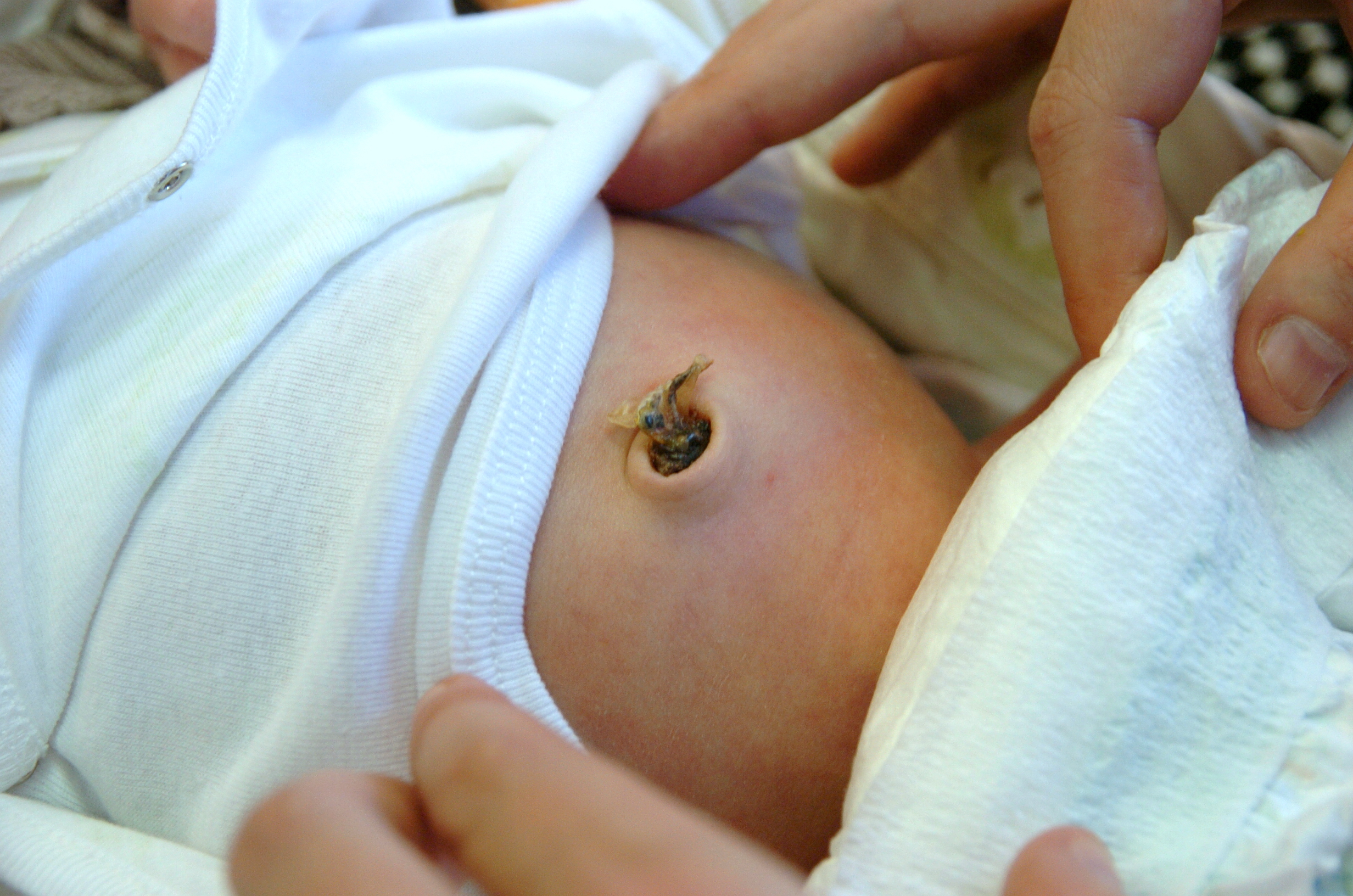
Reste d'un cordon ombilical sur un bébé âgé de 5 jours.

Lors de l'accouchement, une fois le bébé sorti du ventre de la mère, deux attitudes sont possibles : le cordon ombilical peut être clampé (pincé) immédiatement pour arrêter la circulation sanguine entre le placenta et le bébé, puis coupé. Il est également possible aussi d'attendre quelques minutes que la circulation sanguine dans le cordon s'arrête d'elle-même. À ce moment, on peut couper le cordon, sans avoir à le clamper ou à le nouer. Le délai de section du cordon varie en particulier suivant les pays, la France et la Grande-Bretagne favorisant par exemple un délai court, contrairement au Danemark. Il ne semble pas y avoir de supériorité de l'une ou l'autre méthode pour la mère. Pour le bébé, une section plus tardive permettrait d'avoir un taux d'hémoglobine légèrement supérieur du fait du passage de sang entre le placenta et le nouveau-né, ce qui serait d'autant plus intéressant si l'accouchement est prématuré,. Le bénéfice existe, même dans des pays où la carence en fer du bébé est plus rare, sans que cela joue, cependant, sur le taux de complications graves. Il existe cependant un taux légèrement supérieur d'ictère néo-natal (jaunisse) pouvant nécessiter un traitement par exposition lumineuse (photothérapie). En cas de césarienne, l'intérêt d'une section retardée n'est pas démontré.
Une technique alternative à la section différée consiste à « traire » le cordon par compression. Toutefois, chez le prématuré, elle expose à un risque augmenté d'hémorragie intra-ventriculaire.
Par la suite, l'endroit où le cordon ombilical atteignait le ventre du fœtus se referme et la cicatrice ainsi formée s'appelle le nombril ou ombilic. Dans certaines cultures, c'est le père du bébé qui coupe le cordon ombilical. C'est la seule cicatrice qui apparaît à la naissance.
Beaucoup plus rarement, le cordon est laissé en place plusieurs jours, le temps qu'il se détache lui-même du placenta (« bébé lotus »). Ce dernier est lavé, séché puis placé dans un tissu. Souvent, il est frotté de sel pour accélérer son séchage et quelques gouttes d'essences odorantes peuvent y être ajoutés. Cette pratique est considérée comme dangereuse, car elle peut provoquer des infections,.
Dans les pays aux conditions sanitaires correctes, même si elle est faite habituellement, l'application d'un antiseptique ne semble pas avoir d'intérêt par rapport à une simple hygiène. Dans les pays moins favorisés, l'application d'un antiseptique sur le moignon du cordon à la naissance et dans les jours qui suivent permet de diminuer les infections locales et la mortalité néonatale,.

### Traction du cordon
La traction douce et contrôlée du cordon est une manœuvre utilisée au cours de la délivrance, en association avec l'utilisation d'ocytociques afin de minimiser le risque  de survenue d'hémorragie de la délivrance. Elle est pratiquée de manière très variable suivant le pays mais son efficacité semble être réduite ou nulle. 

## Utilisation dans la recherche
Le cordon ombilical est une source de cellules souches. De plus en plus aux États-Unis, les hôpitaux proposent de préserver le cordon dans une optique d'éventuelle auto-transplantation, en cas de leucémie de l'enfant par exemple. Une technique d'« électroculture » de cellules endothéliales de la veine ombilicale humaine (HUVECs) a été récemment (publication 2020) mise au point et testée ; la culture y est « dopée » par un champ électrique (162 mV/mm à 1.2 Hz) .

## Aspects culturels
Comme d'autres parties de corps humains issues de rituels (circoncision) ou de l'accouchement le cordon peut dans certaines sociétés avoir ou avoir eu une importance religieuse et culturelle nécessitant qu'ils ne soient pas considérés comme déchet médical. 

Ainsi en France métropolitaine, il pouvait être tortillé, noué et serré en de nombreux endroits, et mis à sécher dans une armoire ou sur la cheminée. Lorsque l'enfant atteint 6 ou 7 ans, il était invité à le dénouer : s'il y arrivait facilement, cela était interprété comme un signe d'adresse et de maturité; dans le cas contraire, de fainéantise et incapacité au travail.

En Polynésie française selon les îles concernées, il pouvait être traditionnellement ou rituellement conservé dans la maison, dans un arbre creux, ou enfoui dans de la terre, ou de la boue, éventuellement dans une feuille ou une natte tressée, etc. Parfois comme pour le placenta, il devait être enterré sous un arbre fruitier planté à proximité du foyer de la famille. En Polynésie pré-européenne, le cordon était conservé ou enterré dans le marae (qui était le petit temple ou sanctuaire de la famille), notamment pour les enfants nés dans une famille de chef ou roi. 

Selon l'ethnologue E.S. Craighill Handy, les populations de la Nouvelle-Zélande enterraient le cordon des enfants « dans un lieu secret, avec parfois un jeune arbre dessus, auquel cas la vie de l'arbre et celle de la personne seraient unies par un lien intime ; quant au placenta, il était placé devant l'autel de la tribu, alors qu'aux Marquises, on l'enterrait dans de la terre boueuse ».